# Paul Schütz (Politiker)
Paul Schütz (* 27. Juni 1910 in Tholey; † 16. August 1990 in Saarbrücken) war ein saarländischer Politiker.

## Leben
Schütz studierte Wirtschaftswissenschaften in Würzburg, Berlin und Freiburg und schloss dieses 1936 als Diplom-Volkswirt ab. Anschließend promovierte er zum Dr. rer. pol. Ab 1936 war er in der Industrie tätig. Von 1950 bis 1955 war Schütz Staatskommissar für den Wiederaufbau des Saarlandes, im Anschluss übernahm er bis 1960 das Amt des Präsidenten des Sparkassen- und Giroverbands Saar. Von 1961 bis 1981 hatte er das Amt des Präsidenten der saarländischen Landeszentralbank inne.

## Politik
In den Jahren 1945 bis 1950 war Schütz Landrat in St. Wendel, außerdem gehörte er der Verfassungskommission des Saarlandes und dem ersten Landtag des Saarlandes (1947–1952) als Mitglied der CVP-Fraktion an. Nach der Ablehnung des Europäischen Saarstatuts wurde er als Innen- und Kultusminister in das Übergangskabinett von Heinrich Welsch (1955–1956) berufen.

## Auszeichnungen
Schütz ist Träger des Großen Verdienstkreuzes (1970) mit Stern (1977) und Schulterband (1981).